# Pickomino
Pickomino est un jeu de dés d'origine allemande apparenté au Yams où le but est de récupérer le plus de vers possible en fonction de ses lancés de dés.
Ce jeu est composé de 16 tuiles numérotées de 21 à 36 et comportant de 1 à 4 vers sur chacune d'entre elles (1 vers pour les quatre premières, 2 vers pour les quatre suivantes, 3 vers pour les quatre suivantes et 4 vers pour les quatre dernières). Il comporte également huit dés identiques à six faces allant de 1 à 5 avec un vers sur la sixième face.